# Chemaudin
Chemaudin är en kommun i departementet Doubs i regionen Bourgogne-Franche-Comté i östra Frankrike. Kommunen ligger i kantonen Audeux som tillhör arrondissementet Besançon. År 2013 hade Chemaudin 1 501 invånare.

## Befolkningsutveckling
Antalet invånare i kommunen Chemaudin
Referens:INSEE